# Urs Kryenbühl
Urs Kryenbühl (* 28. Januar 1994) ist ein ehemaliger Schweizer Skirennfahrer. Er war auf die Disziplinen Abfahrt und Super-G spezialisiert und gehörte dem Nationalmannschafts-Kader von Swiss-Ski an.

## Biografie
Kryenbühl stammt aus Unteriberg im Kanton Schwyz. Als 15-Jähriger nahm er ab November 2009 an FIS-Rennen teil. Nennenswerte Erfolge blieben zunächst aus. Ab 2012 begann er sich in nationalen Juniorenrennen durchzusetzen, woraufhin er im Januar 2013 erstmals im Europacup zum Einsatz kam. Im selben Monat gelang ihm der erste Sieg in einem FIS-Rennen. Allmählich begann sich eine Spezialisierung auf die schnellen Disziplinen abzuzeichnen. Sein bestes Europacup-Ergebnis im Winter 2012/13 war ein 21. Platz, im Januar 2014 stiess er auf dieser Stufe erstmals unter die besten zehn vor.
Bei der Juniorenweltmeisterschaften 2014 in Jasná verpasste Kryenbühl als Vierter der Abfahrt knapp eine Medaille. Am 20. März 2014 gewann er auf der Fiescheralp überraschend den Schweizer Abfahrtsmeistertitel, vor Carlo Janka und Patrick Küng. Nach einigen guten Ergebnissen in FIS-Rennen folgte am 28. Dezember 2014 sein Debüt im Weltcup: In der Abfahrt von Santa Caterina Valfurva fuhr er auf den 25. Platz und gewann sogleich die ersten Weltcuppunkte. Ein Jahr später erreichte er auf derselben Strecke wieder Rang 25. Am 10. März 2016 konnte sich Kryenbühl erstmals im Europacup auf dem Podest platzieren. Bei der ersten Abfahrt von Saalbach-Hinterglemm fuhr er auf den dritten Platz. Einen Tag später errang er bei der zweiten Abfahrt in Saalbach seinen ersten Sieg. Danach stockte seine Entwicklung etwas. Im Weltcup 2016/17 konnte sich Kryenbühl erst in der vorletzten Abfahrt in Kvitfjell in den Punkterängen platzieren, im Europacup blieben Top-5-Ergebnisse aus. Im Verlaufe der Weltcupsaison 2017/18 fuhr er fünfmal in die Punkteränge, während er im Europacup dreimal einen zweiten Platz erzielte.
Wegen einer Gehirnerschütterung und einer Prellung am rechten Schienbein, die er sich Anfang Dezember 2018 in Beaver Creek zugezogen hatte, verpasste Kryenbühl einen grossen Teil des Weltcups 2018/19. Dennoch schaffte er es weitere fünf Mal unter die besten 30, ausserdem gelang ihm Mitte März 2019 ein Abfahrtssieg im Europacup. Nach einem verhaltenen Start in die Weltcupsaison 2019/20 erzielte er am 27. Dezember 2019 im Super-G auf der Pista Stelvio in Bormio den 13. Platz. Einen Tag später wurde er in der Abfahrt auf derselben Strecke völlig überraschend Zweiter hinter dem Italiener Dominik Paris, gleichbedeutend mit seinem bisher mit Abstand besten Ergebnis. Beim Training zur Lauberhornabfahrt in Wengen stürzte Kryenbühl und zog sich eine Zerrung im rechten Sprunggelenk zu, woraufhin er mehrere Wochen lang pausieren musste.
Zu Beginn der darauf folgenden Saison fuhr Kryenbühl am 13. Dezember 2020 in der Abfahrt von Val-d’Isère auf den dritten Platz. Am 22. Januar 2021 verlor er bei der Hahnenkamm-Abfahrt auf der Streif kurz vor dem Ziel die Kontrolle und stürzte bei einer Geschwindigkeit von 147 km/h schwer. Den Untersuchungen zufolge erlitt er dabei eine Gehirnerschütterung, einen Bruch im rechten Schlüsselbein sowie einen Kreuz- und Innenbandriss im rechten Knie.
Am 4. April 2025 gab er seinen Rücktritt vom Spitzensport bekannt. Er hat insgesamt 62 Weltcuprennen bestritten.

## Erfolge

### Weltcup
- 5 Platzierungen unter den besten zehn, davon 3 Podestplätze

### Weltcupwertungen
| Saison  | Gesamt | Gesamt | Abfahrt | Abfahrt | Super-G | Super-G | Kombination | Kombination |
| Saison  | Platz  | Punkte | Platz   | Punkte  | Platz   | Punkte  | Platz       | Punkte      |
| ------- | ------ | ------ | ------- | ------- | ------- | ------- | ----------- | ----------- |
| 2014/15 | 142.   | 6      | 54.     | 6       | –       | –       | –           | –           |
| 2015/16 | 147.   | 6      | 54.     | 6       | –       | –       | –           | –           |
| 2016/17 | 111.   | 27     | 42.     | 16      | 43.     | 11      | –           | –           |
| 2017/18 | 101.   | 36     | 40.     | 21      | 40.     | 15      | –           | –           |
| 2018/19 | 115.   | 25     | 40.     | 23      | 58.     | 2       | –           | –           |
| 2019/20 | 64.    | 129    | 15.     | 120     | –       | –       | 35.         | 9           |
| 2020/21 | 44.    | 200    | 15.     | 133     | 23.     | 67      | –           | –           |
| 2021/22 | 81.    | 71     | 34.     | 49      | 38.     | 22      | –           | –           |
| 2022/23 | 90.    | 58     | 34.     | 58      | -       | -       | –           | –           |

### Europacup
- Saison 2015/16: 4. Abfahrtswertung
- Saison 2017/18: 10. Gesamtwertung, 3. Abfahrtswertung
- Saison 2018/19: 5. Abfahrtswertung
- 9 Podestplätze, davon 2 Siege:

| Datum         | Ort                  | Land       | Disziplin |
| ------------- | -------------------- | ---------- | --------- |
| 11. März 2016 | Saalbach-Hinterglemm | Österreich | Abfahrt   |
| 15. März 2019 | Sella Nevea          | Italien    | Abfahrt   |

### Juniorenweltmeisterschaften
- Jasná 2014: 4. Abfahrt, 14. Super-Kombination, 18. Super-G

### Weitere Erfolge
- 2 Schweizer Meistertitel (Abfahrt 2014 und 2019)
- 9 Siege in FIS-Rennen